# Солнце, сено и пара оплеух
«Солнце, сено и пара оплеух» (чешск.: Slunce, seno a pár facek) — чехословацкая комедия 1989 года режиссёра Зденека Трошки.
Второй фильм трилогии режиссёра «Солнце, сено…» в которую входят фильмы «Солнце, сено, ягоды» (1983) и «Солнце, сено, эротика» (1991).

## Сюжет
Сюжет на этот раз разворачивается вокруг свадьбы Блажены Скопковой и её возлюбленного Венки Конопника. Однако, жениха ложно обвиняют в отцовстве ребенка инженера Габины. Свадьба отменяется, а родственники бывших жениха и невесты тратят свое время на взаимные претензии. После нескольких дней бурных событий двое влюбленных примиряются и женятся в городе. Тем временем у матери Скопковой появился жених для дочери — пожилой доктор Крупа. Скопки готовят пышную свадьбу, но уже в ЗАГСе узнают, что Блажена и Венка уже женаты. В напряженную ситуацию попадает телевидение, а также директор районной сельскохозяйственной администрации Планичка со своей женой. Также появляется Габина, которая говорит, что отцом её ребенка является животновод Беда. Даже примирение двух семей и выяснение всех недоразумений не предотвратит финальную «яростную» деревенскую драку.

## В ролях
- Гелена Ружичкова — Мария Скопкова
- Станислав Тршиска — Владимир Скопек, её муж
- Валери Капланова — бабушка Скопек
- Вероника Канска — Блажена Конопникова, дочь Скопков
- Бронек Черны — сантехник Венка Конопник
- Петра Пышова — официантка Милуна
- Людек Коприва — пастор Отик
- Властимила Влкова — экономка пастора Сесилка
- Петра Пышова — официантка Милуна
- Иржи Лабус — животновод Беда
- Йиржина Йираскова — директор школы Вацлаввка Губицкова
- Павел Вондрушка — секретарь Мосна
- Мирослав Зоунар — председатель Пепа Радл
- Ярослава Кречмерова — секретарша Евик
- Катерина Лойдова — инженер Габина
- Мария Пилатова — Власта Конопникова
- Вацлав Троска — Конопник, её муж

## Популярность
На 11-м фестивале чешского и словацкого веселья в Новом месте (1989) фильм получил Приз зрительских симпатий как самый смешной фильм — смех зрителей звучал в 26,81% времени показа.
Фильм побил популярность первой части, за шесть месяцев проката его посмотрели 4 млн. 300 тыс. зрителей, что является уникальный случаем в истории чехословацкого кинематографа и абсолютным рекордом за столь короткий промежуток времени, в 2022 году портал EXtra.cz отмечал, что хотя прошло более 30 лет, но фильм по-прежнему остаётся популярным в Чехии.
По проведённому в 2000 году опросу чешского тележурнала «TV Plus» в категории — герой фильма «Улыбка тысячелетия» (самый популярный комедийный персонаж чешского фильма) персонаж из трилогии «Солнце, сено…» Мария Скопкова в исполнении актрисы Елены Ружичковой занял пятое место.